# 尼德霍芬
尼德霍芬是德国莱茵兰-普法尔茨州的一个市镇。总面积1.38平方公里，总人口376人，其中男性192人，女性184人（2011年12月31日），人口密度272人/平方公里。